# Union sportive cognaçaise
Ne doit pas être confondu avec Union Cognac Saint-Jean-d'Angély.
Maillots
Actualités
L'Union sportive cognaçaise (ou US Cognac) est un club français de rugby à XV basé à Cognac, en Charente.
Il évolue pour la saison 2023-2024 en Nationale 2.
Le club est vice-champion de France en 1954 et remporte le challenge Yves du Manoir en 1965. En 1995, le club remporte le championnat de France de deuxième division.

## Histoire
C'est en 1898 que le rugby commence à Cognac. C'est tout d'abord au collège où un élève rapporte un ballon que son père a ramené d'un voyage en Angleterre. C'est le 2 décembre 1899 que l'Union sportive cognacaise voit le jour.

### Les débuts du club

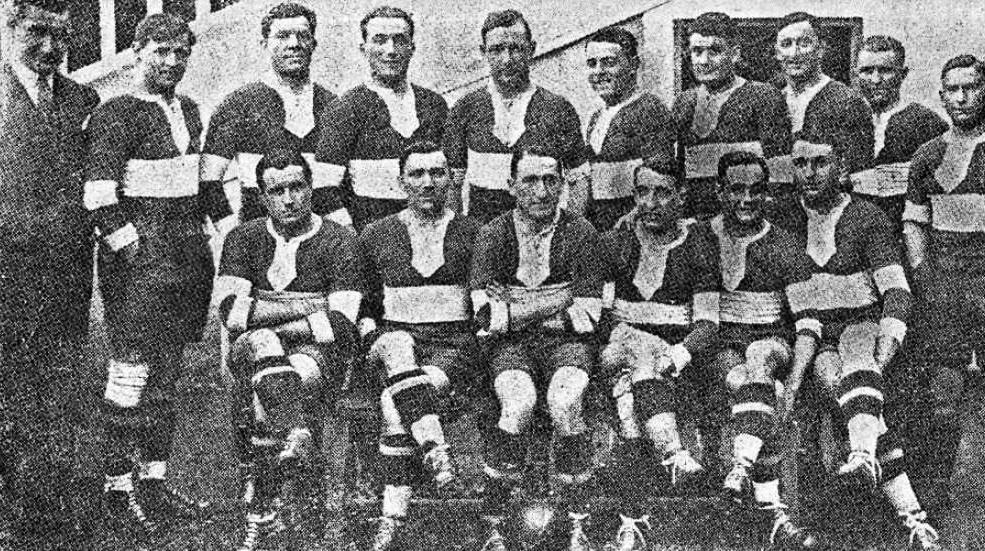
L'Union Sportive cognacaise, en février 1930.

Dans les années 1920 et 1930, Cognac fait l'ascenseur entre la première et la deuxième division.
Le troisième ligne René Lasserre, sélectionné face à l'Écosse à Colombes pour la compte du Tournoi 1922, est le premier international du club.
Cognac est finaliste du championnat de France de deuxième division en 1934 contre Nice et en 1937 contre Decazeville.

### L’âge d’or de l’US Cognac (1948-1970)
Le club retrouve la première division porté à 95 clubs pendant la seconde guerre mondiale en 1943.
La première saison est difficile mais en 1944, Cognac se qualifie pour la deuxième phase du Championnat réservée aux 24 meilleurs clubs.
Il termine alors troisième de son groupe derrière Bayonne et Bègles mais seul le premier se qualifie pour les phases finales qui débutent en demi-finale.
L'USC se classe toutefois 9e club français, son meilleur classement depuis la création du club.
En 1945, le club ne se qualifie pas pour les huitièmes de finale du championnat du Championnat.
Premier de sa poule en Championnat en 1947, il échoue toutefois lors de la seconde phase au profit du Castres olympique et de l'US Tyrosse.
Cognac pensait avoir fait la plus difficile en battant les Landais 6-4 dans un match où la capitaine tyrossais Pascal Pourrut joua tout le match avec une fracture du péroné mais les Landais se qualifieront au goal-average.
Cognac dispute ensuite les huitièmes de finale de la coupe de France en 1948 puis les seizièmes de finale du Championnat en 1950.
Il monte ensuite en puissance sous l'impulsion de son troisième ligne international René Biénès qui connaîtra sa première sélection en 1950 contre l'équipe d'Écosse.
Entre 1953 et 1970, L’US Cognac se qualifie 15 fois en 18 saisons pour les seizièmes de finale.
Le club dispute une demi-finale en 1953, perdue 19-3 face au FC Lourdes et ses nombreux internationaux.
La même année, l'équipe réserve atteint la finale de son Championnat, battu en finale 6-3 par le FC Grenoble.
(mt : 0 - 3)
Points marqués : 
- FC Grenoble :  1 essai de Lanfranchi, 1 transformation d'Echevet
- US Cognac : 1 pénalité de Meynard

Effectif de l'US Cognac : 1 Rouby - 2 Tissandier (puis Mirepoix) - 3 Robert - 4 Porchier - 5 Lagrange - 6 F. Puissant - 8 R. Biénès  - 7 Savin - 9 Dumont - 10 Sureau - 11 Béhotéguy - 12 A. Puissant - 13 Meynard - 14 Barboteau - 15 Mauroux
L’année suivante, Cognac prend sa revanche sur Lourdes en les éliminant de justesse en demi-finale 21-20 et accèdent ainsi à la finale du championnat de France en 1954.
Ils s’inclinent après une courte défaite 3 à 5 contre le FC Grenoble lors de la finale du 23 mai au stadium de Toulouse. L'équipe de Grenoble était surnommée par les médias « la légion étrangère » car elle comptait dans son effectif les quatre Italiens Innocent Bionda, Duilio Parolai, Sergio Lanfranchi et Varo Cardesi, l'Estonien Paul Rein, le Polonais Eugène Mogore et le Russe Michel Pliassoff.

### La rentrée dans le rang
Malgré un effectif stable, ces résultats seront sans lendemain pour l'USC.
En 1955, le club, invaincu à domicile après les matchs de poules est éliminé dès les seizièmes de finale du Championnat par Romans 6-3.
En 1956, c'est Toulon qui arrête les ambitions du club, toujours en seizième de finale du Championnat 8-0.
Cognac se qualifie de justesse en 1957 puis est de nouveau éliminé en seizième de finale du Championnat par Romans 3-0.
Encore invaincu à domicile en 1958, l'USC est toutefois éliminé par le TOEC du futur pilier international Arnaldo Gruarin qui arrête les ambitions du club charentais, toujours en seizième de finale du Championnat 3-0.
En 1959, Cognac encore invaincu à domicile est éliminé pour la cinquième année consécutive en seizième de finale du Championnat par La Voulte des frères Camberabero.
En 1960, 1961 et 1962, Cognac butte encore au stade des seizième de finale.
Défait à domicile par Cahors et Valence lors de la saison 1963, Cognac manque la qualification en Championnat pour la première fois depuis 10 ans.
Puis l'USC, renforcé par le troisième ligne international Henri Domec remonte en puissance, atteignant les huitièmes de finale du Championnat en 1964.

### Vainqueur du challenge Yves du Manoir 1965

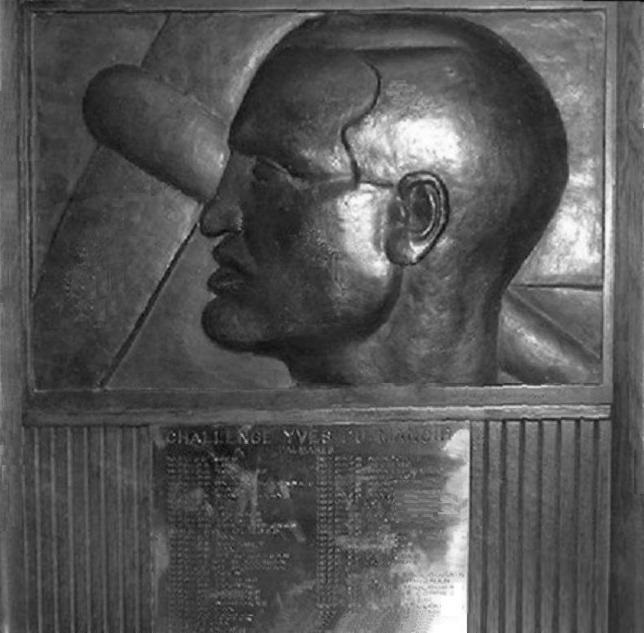
Cognac, vainqueur du Challenge Yves du Manoir en 1965 face à Perpignan.

L’US Cognac remporte aussi le challenge Yves du Manoir en 1965 contre l’USA Perpignan.
Il dispose d'abord de Béziers 3-0 en quart grâce à un essai de l'ailier Tiracci dans un match où sous l'impulsion de l'ancien international Henri Domec, il a nettement dominé son prestigieux adversaire devant.
Puis il élimine Mont de Marsan 13-8 en demi-finale dans un match où les Landais furent toutefois privé des frères André et Guy Boniface.
Enfin, en finale, la solidité et l’organisation charentaise l’emporte 5-3 sur les entreprises aventureuses des Catalans de Jo Maso.
C'est sur ce titre que le capitaine Henri Domec mit un terme à sa carrière.
Après 1 saisons difficile, Cognac dispute encore les seizièmes de finale en 1967, 1969 et 1971 et même les huitièmes de finale en 1970, battu de peu par Grenoble.
Le club finit par descendre en division inférieure en 1973 alors que l’élite est séparée entre un groupe A et un groupe B de 32 clubs chacun.

### Entre le groupe B et la deuxième division (1974-1988)
L’US Cognac connaît une période difficile entre le groupe B et le championnat de France de 2e division, compétition dont il est finaliste en 1975 face à Carcassonne.
De retour en première division groupe B, il est immédiatement relégué la saison suivante.
Il passe ensuite 10 ans en deuxième division, compétition dont il dispute une autre finale en 1985 contre Mazamet.
L'USC remonte alors en première division groupe B en 1986.
Il manque de peu une deuxième montée consécutive en groupe A dès la saison suivante, battu en quart de finale par Saint-Gaudens.
Cognac remonte finalement en groupe A en 1989, à l'issue d'une poule de brassage où il réussit l'exploit de devancer le Biarritz olympique de Serge Blanco, relégué pour sa part en groupe B.

### Retour en élite (1989-1993)
L’US Cognac dispute 5 saisons consécutives dans l’élite entre 1989 et 1993 ne parvenant toutefois pas à se qualifier.
Les piliers Franck Capdeville et  François Nell jouent respectivement une et quatre saisons à l'USC avant de rejoindre le FC Grenoble.
Le deuxième ligne international ivoirien Gilbert Bado participe à la Coupe du monde 1995 alors qu’il porte les couleurs du club.
Le futur international français Gérald Merceron débute alors en équipe première avant de rejoindre le RC Toulon.

### Résultats irrégulier (1994-2017)
Après 2 descentes consécutives, il remporte le championnat de France de 2e division en 1995 et le challenge de l'amitié contre Annonay.

### Fusion avec le RAC Saint-Jean-d'Angély (2017)
Le 1er juillet 2017, l'US Cognac et le RAC angérien fusionnent pour donner naissance à l'Union Cognac Saint-Jean-d'Angély,.

### Fin de l'entité USC et retour à l'identité cognaçaise
A l'été 2022, des anciens du RACA décident de reprendre le club et donc de relancer une équipe senior. Cette dernière, après l'accord de la Fédération française de rugby, acte sa reprise d'activité et reprend en Régionale 3 en vue de la saison 2022-2023,. L'identité de l'Union Cognac Saint-Jean-d'Angély n'est pas pour autant remaniée pour le cours de cette saison.
Il est relégué la saison suivante en Nationale 2 après avoir perdu tous ses matchs de la saison 2022-2023. À l'issue de cette saison, le club change d'identité qu'elle recentre exclusivement sur la ville de Cognac : la structure professionnelle de l'Union sportive cognaçaise adopte le nom Cognac Rugby Charente.
Après un déficit des négociations entre les coprésidents et le repreneur Jean-Charles Vicard ancien talonneur de l'US Cognac, passé par le CA Brive, le Stade rochelais et le CS Bourgoin-Jallieu aboutissent sur un accord. En 2023-2024, Adrien Buononato est le nouveau manager du club qui se renforce notamment avec le transfert du pilier international irlandais Rodney Ah You. Le club fait en fin de saison l'objet d'une relégation administrative en Fédérale 1, à la suite d'une situation financière nette négative au 30 juin 2023.

## Identité visuelle

### Logo

Évolution du logo
Ancien logo.
Logo de 2010 à 2017.
Logo instauré en 2023[Note 2].
Logo alternatif instauré en 2023.

## Palmarès

### Détail du palmarès
- Championnat de France de première division :
  - Vice-champion (1) : 1954

- Challenge Yves du Manoir :
  - Vainqueur (1) : 1965

- Championnat de France de deuxième division :
  - Champion (1) : 1995
  - Vice-champion (4) : 1934, 1937, 1975 et 1985

- Challenge de l'Amitié :
  - Vainqueur (1) : 1995

- Championnat de France des réserves :
  - Vice-champion (2) : 1952 et 1975

- Coupe Frantz-Reichel :
  - Finaliste (1) : 1936

### Finales du club
| Compétition       | Date de la finale | Vainqueur                   | Score  | Finaliste  | Lieu de la finale                         | Spectateurs |
| ----------------- | ----------------- | --------------------------- | ------ | ---------- | ----------------------------------------- | ----------- |
| Deuxième division | 06 mai 1934       | RRC Nice                    | 22 - 6 | US Cognac  | Stade Albert-Domec, Carcassonne           | -           |
| Deuxième division | 25 avril 1937     | Sporting Club decazevillois | 6 – 0  | US Cognac  | Stade Amédée-Domenech, Brive-la-Gaillarde | -           |
| Première division | 23 mai 1954       | FC Grenoble                 | 5 – 3  | US Cognac  | Stadium municipal, Toulouse               | 34 230      |
| Deuxième division | 11 mai 1975       | US Carcassonne              | 15 – 6 | US Cognac  | Stade Jean-Trillo, Condom                 | -           |
| Deuxième division | 19 mai 1985       | SC Mazamet                  | 12 – 6 | US Cognac  | Stade Paul-Vignaux, Lombez                | 3000        |
| Deuxième division | 04 juin 1995      | US Cognac                   | 15 - 9 | CS Annonay | Stade municipal, Ussel                    | 1856        |

| Compétition              | Date de la finale | Vainqueur  | Score   | Finaliste     | Lieu de la finale       | Spectateurs |
| ------------------------ | ----------------- | ---------- | ------- | ------------- | ----------------------- | ----------- |
| Challenge Yves du Manoir | 29 mai 1965       | US Cognac  | 5 - 3   | USA Perpignan | Parc des Princes, Paris | 9 820       |
| Challenge de l'Amitié    | 10 juin 1995      | CS Annonay | 35 - 33 | US Cognac     | Stade municipal, Ussel  |             |

| Compétition                 | Date de la finale | Vainqueur             | Score   | Finaliste | Lieu de la finale                        | Spectateurs |
| --------------------------- | ----------------- | --------------------- | ------- | --------- | ---------------------------------------- | ----------- |
| Réserves                    | 23 avril 1911     | Stade toulousain      | 23 - 3  | US Cognac | Parc de la prairie des Filtres, Toulouse | -           |
| Coupe Frantz-Reichel        | 10 mai 1936       | AS Béziers Héraut     | 14 - 5  | US Cognac | Stade des Ponts-Jumeaux, Toulouse        | -           |
| Réserves                    | 1952              | FC Grenoble           | 6 - 3   | US Cognac | -                                        | -           |
| Coupe René Crabos           | 23 mai 1954       | USA Perpignan         | 11 - 3  | US Cognac | Stade Léopold-Gouiric, Saint-Girons      | -           |
| Réserves                    | 1975              | Racing Club de France | 20 - 10 | US Cognac | Stade des Chevaliers, Châteauroux        | -           |
| Coupe des Provinces Juniors | 19 mai 1979       | SA Monein             | 6 - 0   | US Cognac | Stade Comberlin, Langon                  | -           |
| Coupe des Provinces Crabos  | 05 juin 1983      | UA Gaillac            | 19 - 15 | US Cognac | Stade Comberlin, Langon                  | -           |

## Structures

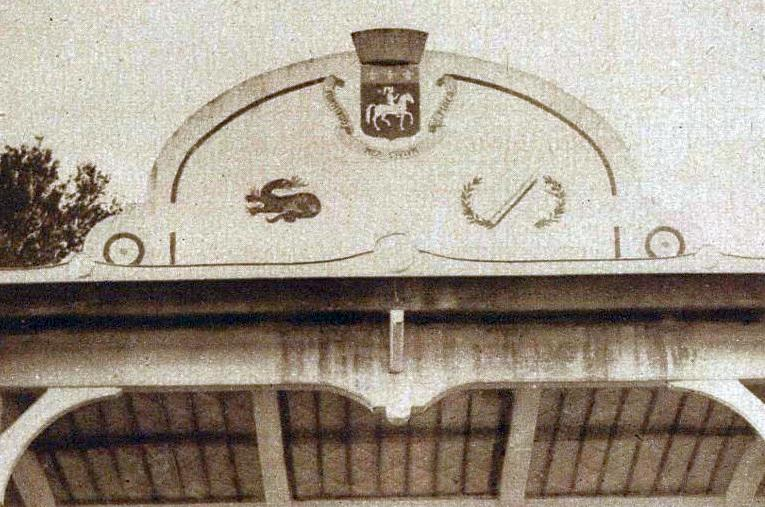
Le fronton du stade de l'US Cognac, en 1931.

Le club évolue avant les années 1920 au stade de la Plante. Il déménage ensuite au Parc des sports de Cognac.

## Personnalités du club

### Joueurs emblématiques

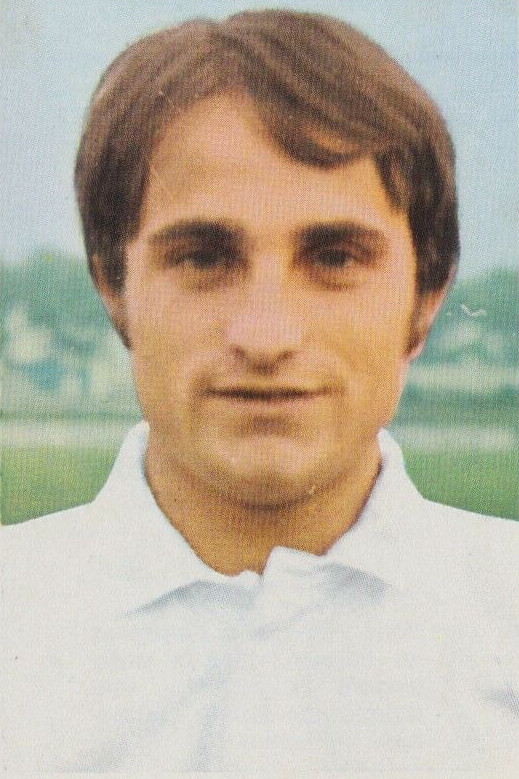
Jacques Fouroux.

- André Béhotéguy
- Henri Béhotéguy
- René Biénès
- Henri Domec
- Jacques Fouroux
- Jean-Guy Gautier
- Félix Lasserre
- Gérald Merceron
- Jacques Meynard
- Sylvain Mirande
- François Nell
- Laurent Seigne

### Entraîneurs
- Jean-Philippe Cariat
- René Biénès
- Henri Cabrol
- 2023- :  Adrien Buononato (manager)

### Présidents
- 2023- :  Jean-Charles Vicard